# محوطه امامزاده علی حاجی
محوطه امامزاده علی حاجی مربوط به سده‌های متاخر دوران‌های تاریخی پس از اسلام است و در شهرستان گچساران، سه راهی دهدشت بهبهان گچساران، جنب امامزاده علی حاجی، ۱ کیلومتری روستای ده وه واقع شده و این اثر در تاریخ ۱۸ شهریور ۱۳۸۷ با شمارهٔ ثبت ۲۳۲۲۰ به‌عنوان یکی از آثار ملی ایران به ثبت رسیده است.